# Franz Josef In der Smitten
Franz Josef In der Smitten (* 24. Februar 1929 in Erkelenz; † 15. Juni 2010 in Köln) war ein deutscher Fernsehtechniker und Professor für Nachrichtentechnik. Unter seiner Leitung wurde in Westdeutschland das Farbfernsehen weiterentwickelt und in Betrieb genommen.

## Leben
Franz Josef In der Smitten, Sohn von Julius in der Smitten, einem Technischen Angestellten, und Lamberti Theißen, und absolvierte ein Studium der Physik an der Universität zu Köln und war ab 1953 Mitarbeiter in der Abteilung Niederfrequenz-Technik des WDR. 1958 erhielt er sein Diplom und arbeitete als Betriebsingenieur und Leiter der Abteilung Video-Messtechnik des WDR. Im selben Jahr heiratete er Karola Wernecke. Aus der Ehe gingen die Kinder Joachim und Renate hervor. 1961 wurde der Diplom-Physiker von der Universität zu Köln zum Dr. rer. nat. promoviert.
Im Jahr 1967 war In der Smitten Leiter der WDR-Videotechnik und damit verantwortlich für die Einführung des PAL-Farbfernsehsystem für das deutsche Fernsehen, zu dessen Entwicklung er maßgebliche nachrichtentechnische Grundlagen beitrug. Nach seiner Tätigkeit arbeitete er von 1972 bis 1975 als Chefingenieur und stellvertretender Technischer Direktor des WDR, bevor er sich 1974 an der Fakultät für Elektrotechnik der Technischen Hochschule Aachen, wo er von 1966 bis 1977 als Lehrbeauftragter und Privatdozent tätig war, habilitierte.
1975 wurde In der Smitten als ordentlicher Professor für Elektro-Nachrichtentechnik und Rundfunktechnik an die Universität-Gesamthochschule Wuppertal berufen. Dort war er acht Jahre Dekan der elektrotechnischen Fakultät und Vertrauensdozent der Deutschen Forschungsgemeinschaft (DFG). Sein ehemaliges WDR-Versuchslabor für elektronische Farbfernsehtechnik ist in den Fakultätsräumen noch heute in Funktion und kann besichtigt werden. Zwischen 1987 und 1991 war er Prorektor für Forschung und wissenschaftlichen Nachwuchs der damaligen Bergischen Universität – Gesamthochschule Wuppertal, wo er 1994 emeritierte.
Im Laufe seiner Forschungstätigkeit war In der Smitten mit seinen Studenten weiterhin an der Entwicklung des Videotextes, der digitalen Audiostudiotechnik und des digitalen terrestrischen Fernsehens DVB-T beteiligt. Für seine Forschungstätigkeit wurde er mit einer Ehrendoktorwürde, der Richard-Theile-Medaille (1992) und dem Bundesverdienstkreuz am Bande (2000) ausgezeichnet. Er war langjähriger Vorsitzender der Fernseh- und Kinotechnischen Gesellschaft (FKTG).
Im Alter von 81 Jahren starb Franz Josef In der Smitten, der in Köln-Widdersdorf lebte, nach langer Krankheit und wurde in seiner Heimatstadt Köln auf dem Melaten-Friedhof beigesetzt.

## Auszeichnungen
- Richard-Theile-Medaille, 1992
- Bundesverdienstkreuz am Bande, 2000

## Publikationen
- Untersuchungen über das magnetische Verhalten dünner Schichten von γ-Fe2O3 bei kurzzeitiger Feldeinwirkung, Westdeutscher Verlag, Köln 1962, mit Heinrich Lange
- Elektronische Fernsehtechnik – Grundlagen der Bildabtastung, Signalerzeugung und Signalverarbeitung von Heinz Lueg,  bearbeitet von F. J. In der Smitten, Aachen, 1971